# Хесс, Макс (гимнаст)
Макс Хесс (англ. Max Hess; 29 декабря 1877, Кобург — 22 декабря 1969, Филадельфия, Пенсильвания) — американский гимнаст и легкоатлет, чемпион летних Олимпийских игр 1904 года.
На Играх 1904 года в Сент-Луисе в гимнастике Хесс участвовал в трёх дисциплинах. Он стал первым в командном первенстве и выиграл золотую медаль. Также он занял 31-ю позицию в личном первенстве и 50-ю в первенстве на 9 снарядах.
В лёгкой атлетике Хесс соревновался только в троеборье, в котором он занял 10-е место.